# 스파이크 존스

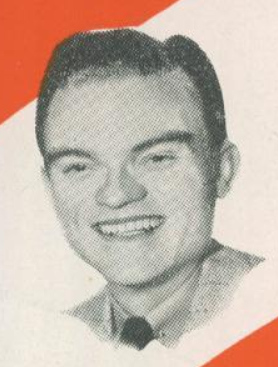

스파이크 존스(Spike Jones, 1911년 12월 14일 ~ 1965년 5월 1일)는 미국의 음악가이다.
캘리포니아주 롱비치에서 태어났다. 11세 때 처음 드럼 세트를 손에 넣어 스스로 결성한 밴드에서 연주하였다. 철도 레스토랑에서는 식기나 조리기구를 악기로 사용하는 것을 배웠다. 이때의 경험은 훗날의 "윌리엄 텔 서곡"에 활용되고 있다.
1965년 5월 1일 캘리포니아 주 베벌리힐스에서 폐기종으로 인해 사망했다.